# Kiełczów (gromada)
Kiełczów – dawna gromada, czyli najmniejsza jednostka podziału terytorialnego Polskiej Rzeczypospolitej Ludowej w latach 1954–1972.
Gromady, z gromadzkimi radami narodowymi (GRN) jako organami władzy najniższego stopnia na wsi, funkcjonowały od reformy reorganizującej administrację wiejską przeprowadzonej jesienią 1954 do momentu ich zniesienia z dniem 1 stycznia 1973, tym samym wypierając organizację gminną w latach 1954–1972.
Gromadę Kiełczów z siedzibą GRN w Kiełczowie utworzono – jako jedną z 8759 gromad na obszarze Polski – w powiecie oleśnickim w woj. wrocławskim, na mocy uchwały nr 23/54 WRN we Wrocławiu z dnia 2 października 1954. W skład jednostki weszły obszary dotychczasowych gromad Kiełczów, Wilczyce i Kiełczówek ze zniesionej gminy Zakrzów oraz Piecowice ze zniesionej gminy Brzezia Łąka w tymże powiecie. Dla gromady ustalono 14 członków gromadzkiej rady narodowej. 
31 grudnia 1961 gromadę zniesiono, a jej obszar włączono do znoszonej gromady Brzezia Łąka w tymże powiecie.